# 아드리아나 파스
아드리아나 파스(Adriana Paz, 1980년 1월 13일 ~ )는 멕시코의 배우, 댄서이다. 2024년 칸 영화제에서 영화 《에밀리아 페레스》를 통해 여자배우상을 공동 수상했다.